# Beatrice Dawson
Beatrice Dawson (* 26. Januar 1908 in Lincoln, Lincolnshire; † 16. April 1976 in North Yorkshire) war eine britische Kostümbildnerin, die einmal für einen Oscar sowie weitere dreimal für den British Academy Film Award (BAFTA-Film Award) nominiert war.

## Leben
Beatrice Dawson absolvierte nach dem Schulbesuch Studien am Chelsea School of Art der Universität London sowie an der Slade School of Fine Art des University College London.
Sie begann ihre Laufbahn in der Filmwirtschaft 1945 als Verantwortliche für den Schmuck bei dem von Gabriel Pascal inszenierten Spielfilm Caesar und Cleopatra (Caesar and Cleopatra) mit Claude Rains und Vivien Leigh in den Hauptrollen. In den folgenden Jahrzehnten war sie als Kostümbildnerin an der Herstellung von fast siebzig Filmen beteiligt.
Bei der Oscarverleihung 1956 war sie für den Oscar für das beste Kostümdesign in Schwarzweißfilm nominiert, und zwar für Mr. Pickwick (Originaltitel: The Pickwick Papers, 1952) von Noel Langley mit James Hayter, James Donald und Nigel Patrick.
1965 war sie gleich zwei Mal für den BAFTA-Film Award für die besten Kostüme nominiert: Zum einen für den Schwarzweißfilm Der Menschen Hörigkeit (Of Human Bondage, 1964), eine Produktion von Ken Hughes mit Kim Novak und Laurence Harvey, zum anderen für den Farbfilm Die Strohpuppe (Woman of Straw), ein Kriminalfilm aus dem Jahr 1964 von Regisseur Basil Dearden mit Gina Lollobrigida und Sean Connery in den Hauptrollen.
Eine dritte und letzte Nominierung für den BAFTA-Film Award für das beste Kostümdesign erhielt sie 1974 für Ein Puppenheim (A Doll’s House, 1973), eine unter der Regie von Patrick Garland entstandene Literaturverfilmung des Theaterstücks Nora oder Ein Puppenheim von Henrik Ibsen, in der Claire Bloom, Anthony Hopkins und Ralph Richardson die Hauptrollen spielten.
Weitere bekannte Filme, an denen Beatrice Dawson als Kostümbildern mitarbeitete waren, waren Ernst sein ist alles (The Importance of Being Earnest, 1952) von Anthony Asquith nach dem Theaterstück The Importance of Being Earnest von Oscar Wilde mit Michael Redgrave, Michael Denison und Edith Evans, der Abenteuerfilm Yeti, der Schneemensch (The Abominable Snowman, 1957) von Val Guest mit Peter Cushing, Forrest Tucker und Maureen Connell, der Science-Fiction-Film Der Tag, an dem die Erde Feuer fing (The Day the Earth Caught Fire, 1961) von Val Guest mit Leo McKern, Edward Judd und Janet Munro, das Filmdrama Der Diener (The Servant, 1963) von Joseph Losey mit Dirk Bogarde, Sarah Miles und Wendy Craig sowie das ebenfalls unter der Regie von Joseph Losey entstandene Filmdrama Accident – Zwischenfall in Oxford (Accident, 1967) mit Dirk Bogarde, Jacqueline Sassard und Stanley Baker.

## Filmografie (Auswahl)
- 1945: Caesar und Cleopatra (Caesar and Cleopatra)
- 1947: Die schwarze Narzisse (Black Narcissus)
- 1950: Rächendes Schicksal (The Reluctant Widow)
- 1952: Ernst sein ist alles (The Importance of Being Earnest)
- 1952: Die Schmugglerprinzessin (Penny Princess)
- 1956: Das schwarze Zelt (The Black Tent)
- 1957: Der Prinz und die Tänzerin (The Prince and the Showgirl)
- 1957: Yeti, der Schneemensch (The Abominable Snowman)
- 1958: … denn der Wind kann nicht lesen (The Wind Cannot Read)
- 1961: Der Tag, an dem die Erde Feuer fing (The Day the Earth Caught Fire)
- 1961: Der römische Frühling der Mrs. Stone (The Roman Spring of Mrs. Stone)
- 1961–1962: Sir Francis Drake (Fernsehserie)
- 1962: Bretter, die die Welt bedeuten (I Could Go on Singing)
- 1962: Spiel mit dem Schicksal (Term of Trial)
- 1964: Die Strohpuppe (Woman of Straw)
- 1964: Der Menschen Hörigkeit (Of Human Bondage)
- 1965: Versprich ihr alles (Promise Her Anything)
- 1967: Accident – Zwischenfall in Oxford (Accident)
- 1969: Mörder GmbH (The Assassination Bureau)
- 1970: The Ballad of Tam Lin
- 1973: Der geheimnisvolle Engel (From the Mixed-Up Files of Mrs. Basil E. Frankweiler)
- 1976: Vagabund in tausend Nöten (The Bawdy Adventures of Tom Jones)